# Austads kommun
Austads kommun (norska: Austad kommune) var en kommun i Vest-Agder fylke i södra Norge. Kommunen omfattade den sydligaste delen av nuvarande Lyngdals kommun samt ursprungligen även en mindre del av nuvarande Farsunds kommun. Byn Austad utgjorde kommunens centralort.

## Administrativ historik
Austads kommun upprättades den 1 januari 1909 genom utbrytning ur Lyngdals kommun. Kommunen hade 1 263 invånare vid upprättandet.
Den 1 juli 1916 överfördes ett mindre bebott område (med fyra invånare) från Austads kommun till Spinds kommun (sedan 1965 en del av Farsunds kommun).
Den 1 januari 1963 gick Austads kommun, tillsammans med Kvås kommun och en del av Spangereids kommun, upp i Lyngdals kommun. Kommunens hade då 608 invånare.